# 2023年の映画
2023年の映画（2023ねんのえいが）では、2023年（令和5年）の映画分野の出来事（動向）について記述する。
2022年の映画 - 2023年の映画 - 2024年の映画

## 出来事

### 世界
- 1月3日 - 1968年に公開された『ロミオとジュリエット』に出演したオリビア・ハッセーとレナード・ホワイティングの2人が、「劇中のヌードシーンが児童虐待に当たり、精神的苦痛を受けた」として作品を配給したパラマウント・ピクチャーズを相手に5億ドル（約655億円）の損害賠償請求を起こしたことを両名の弁護士がこの日明らかにした[1][2]。
- 1月30日（報道日） - 史上最低の映画・俳優などを選出する『ゴールデンラズベリー賞』（通称：ラジー賞）の選考委員会は、「最低女優賞」候補に12歳の子役がノミネートされ、「（ノミネートは）やり過ぎ」「子供いじめだ」などと批判されたことを受け当該子役のノミネートを撤回、謝罪すると共に、今後18歳未満の出演者については対象外にすることを表明した[3]。
- 2月16日 - 1988年公開の『ダイ・ハード』で主役を務めたのをきっかけに人気俳優となり、また1997年の『フィフス・エレメント』や1999年の『シックス・センス』などにも出演。前年3月に失語症を理由に俳優を引退した ドイツ（当時は 西ドイツ）出身のブルース・ウィリスが認知症に罹患していたことをこの日家族が明らかにした[4]。
- 3月12日 - 第95回アカデミー賞[5]。
- 5月27日 - 第76回カンヌ国際映画祭（ フランス）で、役所広司が男優賞、また坂元裕二が脚本賞をそれぞれ受賞。日本人俳優が男優賞を受賞するのは2004年の柳楽優弥に続いて2人目の快挙[6]。
- 9月9日 - 第80回ヴェネツィア国際映画祭（ イタリア）で、日本では2024年公開予定の濱口竜介監督作品『悪は存在しない』が審査員グランプリ（銀獅子賞）を受賞[7]。
- 10月25日 - 1989年の『悲情城市』や2015年に妻夫木聡が出演した『黒衣の刺客』などの監督を務めた侯孝賢（ 台湾）がアルツハイマー病及び新型コロナウイルスの後遺症などの影響により引退することを台湾メディアが家族の声明として伝えた[8]。

### 日本
- 2月11日 - 東映第6代社長の手塚治がこの日、肺動脈血栓のため死去（62歳没）。訃報は14日に同社から発表され、翌15日には死亡日と死因が発表された[9][10]。これを受け、同社は14日付で会長の多田憲之（第5代社長）が社長を兼務する人事を発表した[9]。
- 3月10日 - 第46回日本アカデミー賞の授賞式が東京都内で行われ、作品賞に『ある男』（石川慶監督）、主演男優賞に妻夫木聡、主演女優賞に岸井ゆきのがそれぞれ受賞した[11]。
- 4月1日 - 東映は、2月11日に死去した前社長の手塚治の後任となる新代表取締役社長として、常務取締役を務めていた吉村文雄が昇任する人事を執行。社長を兼務していた多田憲之は代表取締役会長専任となる。今回の人事は3月14日に開催された取締役会で決定した[12]。
- 5月23日 - 松竹はこの日開催された取締役会において、現社長の迫本淳一が代表権のある会長に、また新社長には専務取締役を務めていた高橋敏弘を昇任させる人事を決定した[13]。
- 6月1日 - 東宝は、6月16日に公開予定だった天海祐希主演の『緊急取調室 THE FINAL』の公開を無期限延期すると発表。延期の理由について「出演者の一人である歌舞伎俳優の現状について事実関係を把握することが難しく、総合的に判断した」とした[14]。
- 11月30日 - 東宝子会社の東京現像所（東京都調布市、1955年4月設立）がこの日をもって全事業を終了。同現像所が行っていたサービスは他社が引き継ぐ[15]。
- 12月8日 - 2022年8月の旦過市場の大規模火災により消失した福岡県北九州市小倉北区の映画館『小倉昭和館』（1939年開場）が再建されこの日プレオープン。19日に本格的に営業を再開する[16]。

## 周年
- 4月
  - 4月4日 - ワーナー・ブラザース創立から100周年。
- 7月
  - 7月20日 -  香港の俳優で、カンフー映画の第一人者として知られたブルース・リーの死去から50年[17]。
- 10月
  - 10月16日 - ウォルト・ディズニー・カンパニー創立から100周年。それを記念として『ウィッシュ』が公開される。

## 全世界興行収入ランキング
| 順位 | 題名(邦題/原題)                                                                                   | 配給                 | 製作国         | 興行収入       |
| ---- | ------------------------------------------------------------------------------------------------- | -------------------- | -------------- | -------------- |
| 1    | バービー Barbie                                                                                   | ワーナー             | アメリカ合衆国 | 14億4694万ドル |
| 2    | ザ・スーパーマリオブラザーズ・ムービー The Super Mario Bros. Movie                                | ユニバーサル         | アメリカ合衆国 | 13億6085万ドル |
| 3    | オッペンハイマー Oppenheimer                                                                      | ユニバーサル         | アメリカ合衆国 | 9億7560万ドル  |
| 4    | ガーディアンズ・オブ・ギャラクシー:VOLUME 3 Guardians of the Galaxy Vol. 3                        | ディズニー           | アメリカ合衆国 | 8億4556万ドル  |
| 5    | ワイルド・スピード/ファイヤーブースト Fast X                                                      | ユニバーサル         | アメリカ合衆国 | 7億488万ドル   |
| 6    | スパイダーマン:アクロス・ザ・スパイダーバース Spider-Man: Across the Spider-Verse                 | ソニー・ピクチャーズ | アメリカ合衆国 | 6億9054万ドル  |
| 7    | 満江紅 满江红                                                                                     | 歓喜伝媒             | 中国           | 6億7049万ドル  |
| 8    | ウォンカとチョコレート工場のはじまり Wonka                                                        | ワーナー             | アメリカ合衆国 | 6億3440万ドル  |
| 9    | 流転の地球 -太陽系脱出計画- 流浪地球2                                                             | 中国電影集団         | 中国           | 5億8951万ドル  |
| 10   | ミッション:インポッシブル/デッドレコニング PART ONE Mission: Impossible - Dead Reckoning Part One | パラマウント         | アメリカ合衆国 | 5億7113万ドル  |

出典:“2023 Worldwide Box Office”. Box Office Mojo. 2024年8月9日閲覧。
　　 “The Numbers 2023世界興行収入ランキング”. 2025年2月13日閲覧。

## 各大陸、各国ランキング

### アメリカ合衆国興行収入ランキング
| 順位 | 題名(邦題/原題)                                                                   | 配給                 | 興行収入      |
| ---- | --------------------------------------------------------------------------------- | -------------------- | ------------- |
| 1    | バービー Barbie                                                                   | ワーナー             | 6億3622万ドル |
| 2    | ザ・スーパーマリオブラザーズ・ムービー The Super Mario Bros. Movie                | ユニバーサル         | 5億7493万ドル |
| 3    | スパイダーマン:アクロス・ザ・スパイダーバース Spider-Man: Across the Spider-Verse | ソニー・ピクチャーズ | 3億8131万ドル |
| 4    | ガーディアンズ・オブ・ギャラクシー:VOLUME 3 Guardians of the Galaxy Vol. 3        | ディズニー           | 3億5900万ドル |
| 5    | オッペンハイマー Oppenheimer                                                      | ユニバーサル         | 3億2986万ドル |
| 6    | リトル・マーメイド The Little Mermaid                                             | ディズニー           | 2億9817万ドル |
| 7    | ウォンカとチョコレート工場のはじまり Wonka                                        | ワーナー             | 2億1840万ドル |
| 8    | アントマン&ワスプ:クアントマニア Ant-Man and the Wasp: Quantumania                | ディズニー           | 2億1450万ドル |
| 9    | ジョン・ウィック:コンセクエンス John Wick: Chapter 4                              | ライオンズゲート     | 1億8713万ドル |
| 10   | サウンド・オブ・フリーダム Sound of Freedom                                       | Angel Studios        | 1億8418万ドル |

出典:“Domestic Box Office For 2023”. Box Office Mojo. 2024年8月9日閲覧.

### 日本興行収入ランキング
| 順位 | 題名                                                | 配給                                         | 製作国         | 興行収入  |
| ---- | --------------------------------------------------- | -------------------------------------------- | -------------- | --------- |
| 1    | THE FIRST SLAM DUNK                                 | 東映                                         | 日本           | 158.7億円 |
| 2    | ザ・スーパーマリオブラザーズ・ムービー              | 東宝東和                                     | アメリカ合衆国 | 140.2億円 |
| 3    | 名探偵コナン 黒鉄の魚影                             | 東宝                                         | 日本           | 138.8億円 |
| 4    | 君たちはどう生きるか                                | 東宝                                         | 日本           | 088.4億円 |
| 5    | キングダム 運命の炎                                 | 東宝/ソニー・ピクチャーズ エンタテインメント | 日本           | 056.0億円 |
| 6    | ゴジラ-1.0                                          | 東宝                                         | 日本           | 055.9億円 |
| 7    | ミッション:インポッシブル/デッドレコニング PART ONE | 東和ピクチャーズ                             | アメリカ合衆国 | 054.3億円 |
| 8    | ミステリと言う勿れ                                  | 東宝                                         | 日本           | 046.0億円 |
| 9    | 劇場版TOKYO MER〜走る緊急救命室〜                   | 東宝                                         | 日本           | 045.3億円 |
| 10   | 映画ドラえもん のび太と空の理想郷                   | 東宝                                         | 日本           | 043.4億円 |

出典:2023年興行収入10億円以上番組 (PDF) - 日本映画製作者連盟

## 日本の映画興行
- 入場者数 1億5553万人[18]
- 興行収入 2214億8200万円[18]　- 歴代最高の2019年の9割弱にまで回復した。
- 入場料金（大人） - 6月1日にTOHOシネマズが映画料金を2000円に値上げしたことを皮切りに[19]、全国の主要映画館の事業者50社のうち、5割超が2023年に入ってから映画のチケット代を値上げした。電気代や人件費など運営コストの上昇を背景に、映画鑑賞料金の標準が2000円にシフトする傾向にある[20]。

| 配給会社 | 本数 | 年間興行収入  | 前年対比 | 備考 |
| -------- | ---- | ------------- | -------- | --- |
| 松竹     | 17   | 151億8123万円 | 90.4%    | 前年12月公開の『月の満ち欠け』、『かがみの孤城』が10億円を突破したほか、山田洋次監督も『こんにちは、母さん』で10億円突破と健在ぶりを示した。しかし全体的には大きなヒット作が生まれない停滞期となり、前年割れの成績となった。 |
| 東宝     | 26   | 774億5808万円 | 123.3%   | 『名探偵コナン 黒鉄の魚影』がシリーズ史上初の100億円を突破した。10年ぶりの宮﨑駿監督作品『君たちはどう生きるか』は前代未聞の一切宣伝をしない状態での公開に加え、難解な内容のため興行は伸び悩んだものの90億円を突破した。アニメ映画頼りが続いていたが今年は『ゴジラ-1.0』（76.5億）、『キングダム 運命の炎』（56億）、『ミステリと言う勿れ』（48億）、『劇場版TOKYO MER〜走る緊急救命室〜』（45.3億）といった実写のヒットも多く生まれ、過去最高の2016年には及ばなかったものの、歴代2位の年間興行収入を記録した。 |
| 東映     | 20   | 295億4456万円 | 90.7%    | 歴代最高の2022年の9割を維持した。昨年末に公開のアニメ映画『THE FIRST SLAM DUNK』が158億7000万円と大ヒットし、2年連続で東映配給作品が年間1位という偉業を成し遂げた。今年は実写作品にも力が入った作品が多く、東映創立70周年記念作品『レジェンド&バタフライ』、仮面ライダー生誕50周年記念作品『シン・仮面ライダー』、2019年の大ヒット作の続編『翔んで埼玉 〜琵琶湖より愛をこめて〜』のような話題作を送り出し、どれも興収20億円を突破した。しかしそれら以上に大きなインパクトを残したのはアニメ映画の水木しげる生誕100周年記念作品『鬼太郎誕生 ゲゲゲの謎』が初動1億6000万円から口コミにより伸びに伸ばし、27億円を突破する成績を残したことである。 |
| KADOKAWA | 20   | 13億5510万円  | 60.7%    | 北野武監督『首』が共同配給先の東宝に計上されている。『首』の成績を含めれば前年超えの成績となるが、それでも他の三社のようにコロナ禍前と同等の水準には戻れていない。ほかの配給作品ではスターサンズとの共同配給の『ヴィレッジ』が2億円でトップとなっている。 |

出典:「2023年映画業界総決算」『キネマ旬報』2024年（令和6年）4月号、キネマ旬報社、2024年、131 - 156頁。

## 死去
| 日付 | 日付 | 名前                         | 出身国               | 年齢 | 職業 |
| 1月  | 1日  | 長谷川哲夫                   | 日本の旗             | 84   | 俳優 |
| 1月  | 2日  | 龍村仁                       | 日本の旗             | 82   | 映画監督、元NHKディレクター。 ドキュメンタリー『キャロル』（ATG）や『地球交響曲』シリーズを手掛ける。                                                                     |
| 1月  | 2日  | 野杁俊希                     | 日本の旗             | 33   | 俳優 |
| 1月  | 3日  | ジョセフ・クー               | 香港の旗             | 92   | 作曲家、アレンジャー。 香港映画『ドラゴン怒りの鉄拳』などの劇伴音楽を手掛ける。                                                                                           |
| 1月  | 9日  | 竹村次郎                     | 日本の旗             | 90   | 作曲家、アレンジャー。 1972年に東宝映画『混血児リカ』（近代映画協会製作）の劇伴音楽を手掛ける。                                                                           |
| 1月  | 10日 | ジェフ・ベック               | イギリスの旗         | 78   | ギタリスト、音楽プロデューサー。 1991年製作『教皇さまご用心』（アメリカ合衆国・カナダ合作映画）の音楽を担当                                                               |
| 1月  | 11日 | 高橋幸宏                     | 日本の旗             | 70   | 音楽家、俳優、音楽プロデューサー。 1984年製作『四月の魚』（ジョイパックフィルム制作、大林宣彦監督）などに出演した経歴を持つ                                               |
| 1月  | 14日 | インナ・チュリコワ           | ソビエト連邦の旗     | 79   | 俳優 |
| 1月  | 15日 | 三谷昇                       | 日本の旗             | 90   | 俳優 |
| 1月  | 16日 | ジーナ・ロロブリジーダ       | イタリアの旗         | 95   | 女優、写真家、彫刻家 |
| 1月  | 19日 | ユン・ジョンヒ               | 大韓民国の旗         | 79   | 女優 |
| 1月  | 22日 | 上野山功一                   | 日本の旗             | 89   | 俳優 |
| 1月  | 22日 | 小沼勝                       | 日本の旗             | 85   | 映画監督 |
| 1月  | 24日 | 燕真由美                     | 日本の旗             | 62   | 歌手（双子デュエットアイドル「ザ・リリーズ」）。 2014年に劇場連続上映映画『THE NEXT GENERATION -パトレイバー-』に出演経験あり                                             |
| 1月  | 25日 | シンディ・ウィリアムズ       | アメリカ合衆国の旗   | 75   | 女優 |
| 1月  | 29日 | 鮎川誠                       | 日本の旗             | 74   | ロックミュージシャン・ギタリスト・俳優。2008年の映画『ジャージの二人』に出演                                                                                              |
| 2月  | 4日  | 河原畑寧                     | 日本の旗             | 88   | 映画評論家 |
| 2月  | 5日  | 貴家堂子                     | 日本の旗             | 87   | 声優 |
| 2月  | 5日  | 辻村寿三郎                   | 日本の旗             | 89   | 創作人形師、衣装デザイナー。 1981年の東映映画『魔界転生』にて衣装デザインアドバイザーを務める                                                                             |
| 2月  | 8日  | バート・バカラック           | アメリカ合衆国の旗   | 94   | 作曲家。1969年の映画『明日に向って撃て!』の主題歌「雨にぬれても」などを作曲                                                                                               |
| 2月  | 10日 | ヒュー・ハドソン             | イギリスの旗         | 86   | 映画監督 |
| 2月  | 10日 | カルロス・サウラ             | スペインの旗         | 91   | 映画監督 |
| 2月  | 10日 | 信藤三雄                     | 日本の旗             | 75   | アートディレクター・映像ディレクター・フォトグラファー・書道家・演出家。 『代官山物語』（1998年）、『男はソレを我慢できない』（2006年）の監督を務める                     |
| 2月  | 11日 | 手塚治                       | 日本の旗             | 62   | 実業家、テレビドラマ・映画プロデューサー、東映株式会社第6代社長 |
| 2月  | 13日 | 松本零士                     | 日本の旗             | 85   | 漫画家。実写映画化もされた『宇宙戦艦ヤマト』、『銀河鉄道999』原作者 |
| 2月  | 13日 | オリヴァー・ウッド           | イギリスの旗         | 80   | 撮影監督 |
| 2月  | 14日 | 伊東絹子                     | 日本の旗             | 90   | 元女優、モデル |
| 2月  | 15日 | ラクエル・ウェルチ           | アメリカ合衆国の旗   | 82   | 女優 |
| 2月  | 15日 | 飯塚昭三                     | 日本の旗             | 89   | 俳優、声優。 1970年の東宝映画『柔の星』に出演した経歴あり |
| 2月  | 16日 | 黒崎真音                     | 日本の旗             | 35   | 歌手。 アニメ映画『リアル鬼ごっこ3』（2012年）主題歌「鳴り響いた鼓動の中で、僕は静寂を聴く」などの曲を歌唱                                                                |
| 2月  | 17日 | ステラ・スティーヴンス       | アメリカ合衆国の旗   | 84   | 女優 |
| 2月  | 17日 | ジェラルド・フリード         | アメリカ合衆国の旗   | 95   | 作曲家 スタンリー・キューブリックの初期の映画作品の音楽を担当 |
| 2月  | 19日 | リチャード・ベルザー         | アメリカ合衆国の旗   | 78   | 俳優 |
| 2月  | 20日 | 山根貞男                     | 日本の旗             | 83   | 映画評論家 |
| 2月  | 23日 | 黒田隼之介                   | 日本の旗             | 34   | ギタリスト、ロックバンド「sumika」メンバー。 2019年のアニメ映画『君の膵臓をたべたい』のオープニング曲・主題歌・劇中歌を手掛ける                                           |
| 2月  | 24日 | ウォルター・ミリッシュ       | アメリカ合衆国の旗   | 101  | 映画プロデューサー 元映画芸術科学アカデミー会長 |
| 2月  | 25日 | 千田光男                     | 日本の旗             | 82   | 声優。 外国映画の日本語版吹き替えにて、ジャン＝ポール・ベルモンドやアンソニー・ジェームズなどのアテレコを担当した経歴を持つ                                               |
| 3月  | 3日  | トム・サイズモア             | アメリカ合衆国の旗   | 61   | 俳優 |
| 3月  | 5日  | 木村貴宏                     | 日本の旗             | 58   | アニメーター。 劇場アニメ『ギャラガ HYPER-PSYCHIC-GEO GARAGA』などを手掛ける                                                                                              |
| 3月  | 9日  | ハイム・トポル               | イスラエルの旗       | 87   | 俳優 |
| 3月  | 9日  | ロバート・ブレイク           | アメリカ合衆国の旗   | 89   | 俳優 |
| 3月  | 9日  | 扇千景                       | 日本の旗             | 89   | 女優、政治家 |
| 3月  | 12日 | 津山登志子                   | 日本の旗             | 69   | 女優、タレント |
| 3月  | 12日 | ロベルト・バルボン           | キューバの旗         | 89   | 元野球選手。 1964年松竹映画『続・拝啓天皇陛下様』、1967年東宝映画『クレージーの怪盗ジバコ』に出演した経歴を持つ                                                           |
| 3月  | 14日 | ボビー・コールドウェル       | アメリカ合衆国の旗   | 71   | ロック・ミュージシャン。 1987年の東宝映画『竹取物語』主題歌「Stay with Me」（歌唱：ピーター・セテラ）を作詩・作曲した                                                     |
| 3月  | 17日 | ランス・レディック           | アメリカ合衆国の旗   | 60   | 俳優 |
| 3月  | 19日 | 後藤陽吉                     | 日本の旗             | 92   | 俳優 |
| 3月  | 20日 | ポール・グラント             | イギリスの旗         | 56   | 俳優 |
| 3月  | 22日 | 団時朗                       | 日本の旗             | 74   | 俳優、ファッションモデル、歌手（旧芸名：団次郎） |
| 3月  | 23日 | 奈良岡朋子                   | 日本の旗             | 93   | 舞台俳優 |
| 3月  | 24日 | 飯塚定雄                     | 日本の旗             | 88   | 特撮光学合成技師。 東宝『ゴジラ』シリーズや『太平洋奇跡の作戦 キスカ』（1965年）などの映画で特撮光学技術を担当                                                            |
| 3月  | 25日 | 黒土三男                     | 日本の旗             | 76   | 映画監督、脚本家 |
| 3月  | 26日 | ロン・フェイバー             | アメリカ合衆国の旗   | 90   | 俳優 |
| 3月  | 28日 | 坂本龍一                     | 日本の旗             | 71   | 音楽家。 俳優として『戦場のメリークリスマス』（1983年）などに出演し、音楽家として『ラストエンペラー』（1987年）などの劇伴音楽を担当した                                   |
| 4月  | 1日  | 櫛田泰道                     | 日本の旗             | 46   | 声優 |
| 4月  | 5日  | 畑正憲                       | 日本の旗             | 87   | 小説家、動物研究家。 『子猫物語』（1986年）の監督や『REX 恐竜物語』（1993年）の原作を担当。                                                                               |
| 4月  | 6日  | 生野慈朗                     | 日本の旗             | 73   | 演出家、映画監督。元東京放送（現・TBSテレビ）ディレクター |
| 4月  | 6日  | 富岡多恵子                   | 日本の旗             | 87   | 小説家、脚本家。 記録映画『札幌オリンピック』（1972年）の脚本を担当。 |
| 4月  | 8日  | マイケル・ラーナー           | アメリカ合衆国の旗   | 81   | 俳優 |
| 4月  | 9日  | 呉耀漢                       | 香港の旗             | 83   | 俳優 |
| 4月  | 12日 | 竹山洋                       | 日本の旗             | 76   | 脚本家 |
| 4月  | 15日 | 四世市川左團次               | 日本の旗             | 82   | 歌舞伎役者、俳優。 松竹映画『天守物語』（1995年）に出演した経歴を持つ |
| 4月  | 21日 | チョ・サンゴン               | 大韓民国の旗         | 77   | 俳優 |
| 4月  | 26日 | 福間健二                     | 日本の旗             | 74   | 映画監督、詩人 |
| 5月  | 2日  | 雑賀克郎                     | 日本の旗             | 49   | 俳優 |
| 5月  | 12日 | フランシス・モンクマン       | イギリスの旗         | 73   | 音楽家 1977年のイギリス映画『The Spy Who Loved Me』（邦題『007/私を愛したスパイ』）にて劇伴音楽の演奏を担当                                                               |
| 5月  | 18日 | ヘルムート・バーガー         | オーストリアの旗     | 78   | 俳優 |
| 5月  | 19日 | 上岡龍太郎                   | 日本の旗             | 81   | ピン芸人、タレント、司会者。 1991年の吉本興業・テレビ大阪など4社製作映画『風、スローダウン』（監督：島田紳助）に出演。                                                    |
| 5月  | 21日 | レイ・スティーヴンソン       | イギリスの旗         | 58   | 俳優 |
| 5月  | 24日 | ティナ・ターナー             | アメリカ合衆国の旗   | 83   | 歌手、女優。 『マッドマックス/サンダードーム』（1985）などに出演 |
| 5月  | 28日 | 崔一男                       | 大韓民国の旗         | 90   | 小説家。 1980年の大韓民国映画『風吹く良き日』原作者 |
| 5月  | 30日 | ジョン・ビーズリー           | アメリカ合衆国の旗   | 101  | 俳優 |
| 6月  | 1日  | マルギット・カルステンセン   | ドイツの旗           | 83   | 女優 |
| 6月  | 2日  | 髙山由紀子                   | 日本の旗             | 83   | 脚本家、映画監督、小説家 |
| 6月  | 9日  | 平岩弓枝                     | 日本の旗             | 91   | 作家、脚本家 |
| 6月  | 11日 | 中島貞夫                     | 日本の旗             | 88   | 脚本家、映画監督 |
| 6月  | 12日 | トリート・ウィリアムズ       | アメリカ合衆国の旗   | 71   | 俳優 |
| 6月  | 12日 | 佐藤仁                       | 日本の旗             | 48   | 俳優 |
| 6月  | 13日 | コーマック・マッカーシー     | アメリカ合衆国の旗   | 89   | 小説家 |
| 6月  | 15日 | 小桜京子                     | 日本の旗             | 90   | 喜劇役者、俳優、タレント。 柳家金語楼主演映画『おトラさんシリーズ』などに出演。                                                                                           |
| 6月  | 15日 | グレンダ・ジャクソン         | イギリスの旗         | 87   | 女優、元国会議員・運輸政務次官 |
| 6月  | 19日 | 羽佐間重彰                   | 日本の旗             | 95   | 元ラジオディレクター、実業家（第5代フジテレビジョン社長、元フジサンケイグループ代表）。 1987年東宝映画『竹取物語』などの製作に関わる                                      |
| 6月  | 21日 | 夏まゆみ                     | 日本の旗             | 61   | ダンサー、振付師。 2005年アミューズ制作映画『female』にてコリオグラファーを担当                                                                                           |
| 6月  | 27日 | ジュリアン・サンズ           | イギリスの旗         | 65   | 俳優 |
| 6月  | 29日 | アラン・アーキン             | アメリカ合衆国の旗   | 89   | 俳優 |
| 6月  | 30日 | 朝倉隆                       | 日本の旗             | 71   | 音楽プロデューサー、元俳優・歌手。 東宝専属の俳優として『がんばれ!若大将』（1975年、草刈正雄主演）などに出演経歴を持つ                                                    |
| 7月  | 11日 | ミラン・クンデラ             | チェコスロバキアの旗 | 94   | 作家。1988年公開の映画『存在の耐えられない軽さ』原作者 |
| 7月  | 11日 | 外山雄三                     | 日本の旗             | 92   | 作曲家、マエストロ。 1979年松竹映画『俺たちの交響楽』劇伴音楽を担当 |
| 7月  | 12日 | ryuchell                     | 日本の旗             | 27   | 歌手、タレント。 2019年の映画『どすこい!すけひら』（制作：アークエンタテインメント）に出演経歴あり                                                                        |
| 7月  | 16日 | ジェーン・バーキン           | [ 注 7 ]             | 76   | 女優、歌手 |
| 7月  | 16日 | 浅原ナオト                   | 日本の旗             | 38   | 作家。2021年公開の映画『彼女が好きなものは』原作者 |
| 7月  | 21日 | 那智わたる                   | 日本の旗             | 86   | 舞台俳優。 1974年の松竹映画『俺の血は他人の血』に出演経歴を持つ |
| 7月  | 23日 | 水井真希                     | 日本の旗             | 32   | 女優、映画監督、グラビアモデル |
| 7月  | 24日 | 森村誠一                     | 日本の旗             | 90   | 推理作家。代表作に『人間の証明』（1977年）、『野性の証明』（1978年）など                                                                                                  |
| 7月  | 31日 | アンガス・クラウド           | アメリカ合衆国の旗   | 25   | 俳優 |
| 8月  | 3日  | マーク・マーゴリス           | アメリカ合衆国の旗   | 83   | 俳優 |
| 8月  | 3日  | カール・デイヴィス           | アメリカ合衆国の旗   | 38   | 作曲家。 1981年英国・米国合作映画『フランス軍中尉の女』などの劇伴音楽を担当                                                                                               |
| 8月  | 6日  | 入江純                       | 日本の旗             | 53   | 舞台女優、声優。 1992年の東宝映画『いつか どこかで』などに出演経歴を持つ                                                                                                  |
| 8月  | 7日  | ウィリアム・フリードキン     | アメリカ合衆国の旗   | 87   | 映画監督。 |
| 8月  | 10日 | 桑原和男                     | 日本の旗             | 87   | 喜劇役者。 1967年の東宝映画『ゴー!ゴー!若大将』に出演経歴を持つ |
| 8月  | 13日 | 井手洋子                     | 日本の旗             | 68   | ドキュメンタリー作家、映画監督。 2010年の映画『ショージとタカオ』のメガホンを執る                                                                                         |
| 8月  | 19日 | 山本二三                     | 日本の旗             | 70   | アニメーション美術監督 |
| 8月  | 20日 | 榎望                         | 日本の旗             | 62   | 脚本家、映画プロデューサー |
| 8月  | 21日 | 野村昇史                     | 日本の旗             | 85   | 俳優 |
| 8月  | 23日 | テリー・ファンク             | アメリカ合衆国の旗   | 79   | プロレスラー。 俳優としてアメリカ合衆国映画『パラダイス・アレイ』（1978年）に出演経歴あり                                                                                 |
| 8月  | 30日 | 市川徹                       | 日本の旗             | 75   | 映画監督 |
| 8月  | 31日 | ゲイル・ハニカット           | アメリカ合衆国の旗   | 80   | 女優 |
| 9月  | 1日  | ジミー・バフェット           | アメリカ合衆国の旗   | 76   | 作家、作曲家。 1975年アメリカ合衆国映画『ランチョ・デラックス』の劇伴音楽を担当                                                                                           |
| 9月  | 9日  | 寺沢武一                     | 日本の旗             | 68   | 漫画家、劇画家。 1982年東京ムービー新社制作・東宝東和配給『SPACE ADVENTURE コブラ』原作者                                                                                 |
| 9月  | 13日 | 二世市川猿翁                 | 日本の旗             | 83   | 歌舞伎役者、舞台演出家。 1957年の松竹映画『大忠臣蔵』（当時は三代目市川團子名義）などに出演経歴を持つ                                                                     |
| 9月  | 18日 | ピョン・ヒボン               | 大韓民国の旗         | 81   | 俳優、声優 |
| 9月  | 20日 | ヨネヤマママコ               | 日本の旗             | 88   | パントマイム演劇者、振付師。 1960年の東映映画『拳銃を磨く男 深夜の死角』などに出演経歴を持つ                                                                              |
| 9月  | 22日 | 深尾道典                     | 日本の旗             | 87   | シナリオ作家 |
| 9月  | 25日 | デヴィッド・マッカラム       | イギリスの旗         | 90   | 俳優 |
| 9月  | 28日 | マイケル・ガンボン           | アイルランドの旗     | 82   | 俳優 |
| 10月 | 1日  | 茂垣周平                     | 日本の旗             | 34   | 声優 |
| 10月 | 8日  | 六代目古今亭志ん橋           | 日本の旗             | 79   | 落語家。俳優としても2015年公開の映画『の・ようなもの のようなもの』に出演                                                                                                 |
| 10月 | 8日  | 谷村新司                     | 日本の旗             | 74   | 歌手。1981年公開の東宝映画『連合艦隊』の主題歌を担当 |
| 10月 | 8日  | バート・ヤング               | アメリカ合衆国の旗   | 83   | 俳優 |
| 10月 | 9日  | 鶴橋康夫                     | 日本の旗             | 83   | 演出家、脚本家、映画監督。元読売テレビプロデューサー・ディレクター 2007年の東宝映画『愛の流刑地』などの作品でメガホンを執る                                               |
| 10月 | 14日 | パイパー・ローリー           | アメリカ合衆国の旗   | 91   | 女優 |
| 10月 | 14日 | 財津一郎                     | 日本の旗             | 89   | コメディアン、俳優、タレント、歌手。 1981年公開の東宝映画『連合艦隊』など数多くの映画作品に出演した                                                                       |
| 10月 | 15日 | スザンヌ・ソマーズ           | アメリカ合衆国の旗   | 76   | 女優、作家 |
| 10月 | 18日 | もんたよしのり               | 日本の旗             | 72   | ロックシンガー、俳優。 俳優として1981年東映映画『燃える勇者』に出演した経歴を持つ                                                                                         |
| 10月 | 18日 | 牧野信博                     | 日本の旗             | 63   | 作曲家、アレンジャー、キーボード奏者 角川映画「フシギのたたりちゃん」の劇伴音楽を担当した経歴を持つ。                                                                     |
| 10月 | 20日 | 中庸助                       | 日本の旗             | 93   | 俳優、声優 |
| 10月 | 22日 | ティーチャ                   | 日本の旗             | 88   | 漫才師（父娘漫才コンビ：「めいどのみやげ」の父）。 俳優として1971年大映映画『陸軍落語兵』に出演した経歴を持つ                                                             |
| 10月 | 24日 | 一城みゆ希                   | 日本の旗             | 74   | 歌手、声優、俳優 |
| 10月 | 24日 | 蟷螂襲                       | 日本の旗             | 65   | 俳優、劇作家、演出家 |
| 10月 | 24日 | リチャード・ラウンドトゥリー | アメリカ合衆国の旗   | 81   | 俳優 |
| 10月 | 26日 | 犬塚弘                       | 日本の旗             | 94   | ジャズ・ミュージシャン、タレント、俳優 |
| 10月 | 26日 | リチャード・モール           | アメリカ合衆国の旗   | 80   | 俳優、声優 |
| 10月 | 28日 | マシュー・ペリー             | アメリカ合衆国の旗   | 54   | 俳優 |
| 10月 | 29日 | HEATH                        | 日本の旗             | 55   | X JAPANのベーシスト。 「X JAPAN」のドキュメンタリー映画『WE ARE X』（2016年、英国：パッション・ピクチャーズ）に出演経歴を持つ。                                           |
| 11月 | 2日  | 北浜晴子                     | 日本の旗             | 86   | 俳優、声優、タレント、ナレーター |
| 11月 | 4日  | 花ノ本寿                     | 日本の旗             | 84   | 俳優、日本舞踊家 |
| 11月 | 5日  | 天野鎮雄                     | 日本の旗             | 87   | 俳優、タレント、ラジオパーソナリティ |
| 11月 | 6日  | 三浦徳子                     | 日本の旗             | 75   | コピーライター、作詩家。 1984年の東宝映画『すかんぴんウォーク』主題歌の「モニカ」（歌唱：吉川晃司）の作詩を手掛けた                                                       |
| 11月 | 7日  | 酒見賢一                     | 日本の旗             | 59   | 作家。 2007年に日本公開の日本・中国・韓国合作映画『墨攻』原作者 |
| 11月 | 8日  | 松井範雄                     | 日本の旗             | 72   | 俳優、声優 |
| 11月 | 12日 | KAN                          | 日本の旗             | 61   | シンガーソングライター、ラジオパーソナリティ。 2011年の東宝映画『ステキな金縛り』に出演した経歴を持つ                                                                     |
| 11月 | 12日 | 千葉一彦                     | 日本の旗             | 91   | 映画美術監督 |
| 11月 | 15日 | 池田大作                     | 日本の旗             | 95   | 宗教家、著作家。 1973年の東宝映画『人間革命』及び1976年の東宝映画『続・人間革命』の原作者                                                                                 |
| 11月 | 16日 | 菊地創                       | 日本の旗             | 44   | 音楽家。 劇場版アニメ映画『CLANNAD - クラナド -』（東映）の主題歌などを担当した                                                                                           |
| 11月 | 18日 | 井川瑠音                     | 日本の旗             | 31   | 女優 |
| 11月 | 19日 | ジョス・アクランド           | イギリスの旗         | 95   | 俳優 |
| 11月 | 19日 | 鈴木瑞穂                     | 日本の旗             | 96   | 俳優、声優 |
| 11月 | 24日 | 伊集院静                     | 日本の旗             | 73   | 小説家、コラムニスト。 自作の小説『機関車先生』が、1997年に東宝によるアニメーション映画、2004年に日本ヘラルド映画による実写映画としてそれぞれ製作され公開された経歴を持つ |
| 11月 | 28日 | 豊田有恒                     | 日本の旗             | 85   | SF作家、脚本家。 劇場版映画『宇宙戦艦ヤマト』の監修を担当した経歴を持つ                                                                                                   |
| 11月 | 29日 | 山田太一                     | 日本の旗             | 89   | 脚本家、作家。 松竹の助監督として木下惠介率いる木下組のスタッフに入っていた経歴を持つ                                                                                     |
| 12月 | 6日  | 島崎俊郎                     | 日本の旗             | 68   | お笑い芸人、タレント 1989年松竹映画『バカヤロー!2 幸せになりたい。』などに出演経歴あり                                                                                    |
| 12月 | 8日  | ライアン・オニール           | アメリカ合衆国の旗   | 82   | 俳優 |
| 12月 | 11日 | 阿部秀司                     | 日本の旗             | 74   | 映画プロデューサー |
| 12月 | 12日 | ホーキング青山               | 日本の旗             | 50   | お笑いタレント、俳優。北野武監督作品『Dolls』（2002年）や『首』（本年）に出演                                                                                             |
| 12月 | 16日 | 薩摩剣八郎                   | 日本の旗             | 76   | 俳優、スタントマン、殺陣師、スーツアクター |
| 12月 | 17日 | オタール・イオセリアーニ     | [ 注 8 ]             | 89   | 映画監督 |
| 12月 | 27日 | イ・ソンギュン               | 大韓民国の旗         | 48   | 俳優 |
| 12月 | 29日 | キラー・カーン               | 日本の旗             | 76   | 元大相撲力士、元プロレスラー 俳優として1991年の大映映画『ハロー張りネズミ』などに出演経歴あり                                                                             |
| 12月 | 29日 | 坂田利夫                     | 日本の旗             | 82   | お笑い芸人、タレント 俳優として2018年の『嘘八百』などに出演経歴を持つ |
| 12月 | 30日 | トム・ウィルキンソン         | イギリスの旗         | 75   | 俳優 |
| 12月 | 30日 | 岩瀧智                       | 日本の旗             | 60   | アニメーター |
| 12月 | 30日 | 八代亜紀                     | 日本の旗             | 73   | 歌手。 東映映画『トラック野郎・度胸一番星』（1977年）及び『玄海つれづれ節』（1986年）などに出演経歴を持つ                                                                 |
| 12月 | 30日 | ジョン・ピルガー             | オーストラリアの旗   | 84   | ジャーナリスト、ドキュメンタリー映画制作者・監督 |
| 12月 | 31日 | 中村メイコ                   | 日本の旗             | 89   | 俳優、タレント |